# Luka nad Jihlavou
Luka nad Jihlavou es una localidad del distrito de Jihlava en la región de Vysočina, República Checa, con una población estimada a principio del año 2018 de 2869 habitantes. 
Se encuentra ubicada en el centro-sur de la región, cerca de la orilla del río Jihlava (cuenca hidrográfica del Danubio) y de la frontera con la región de Bohemia Meridional.

## Geografía
Luka nad Jihlavou se ubica aproximadamente 8 kilómetros (5 mi) al este de Jihlava. Se encuentra en la frontera entre Křižanov Highlands y Upper Sázava Hills. El punto de mayor elevación es la colina Babylon a 564 m (1850,4 pies) sobre el nivel del mar. El río Jihlava fluye en medio del pueblo.

## Historia
La primera mención escrita de Luka nad Jihlavou data de 1378. El castillo barroco fue construido entre 1739–1747. En 1755 Maria Theresa promovió la villa a pueblo de mercado. Hasta 1768, Luka cambió de manos constantemente. Desde 1768, ha sido continuamente propiedad de la familia Widmann.